# 信川博物館
信川博物館（韓語：신천박물관），是北朝鮮黄海南道信川郡的一間歷史博物館。

## 历史
博物館展出的主題是朝鮮戰爭期間美軍對信川郡進行的虐殺的事件，大約35383人被殺，信川郡人口减少1/4。
館内有6465件遺物與450餘張相片展示。